# 施特里普森山

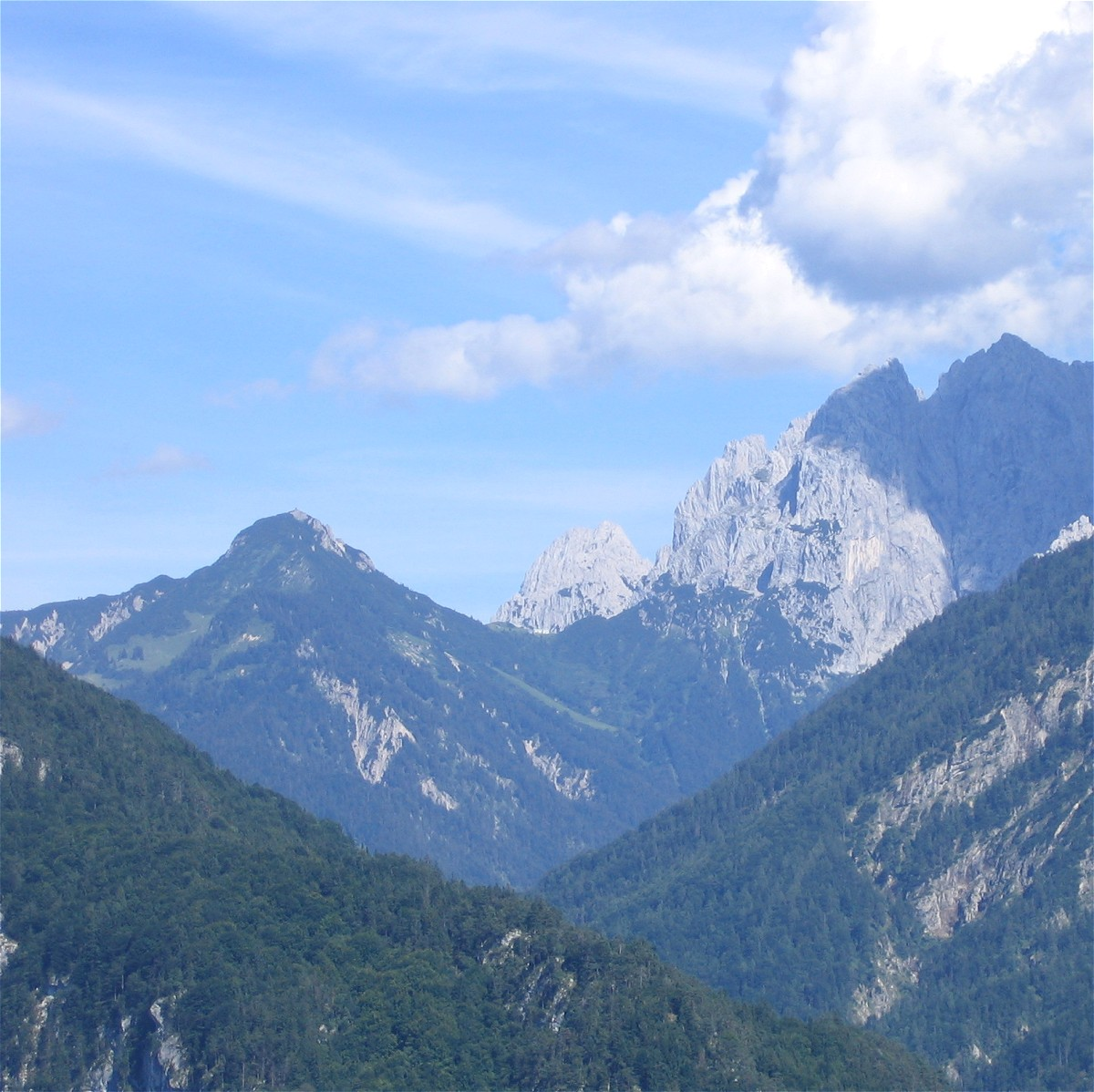

47°34′55″N 12°18′30″E / 47.58194°N 12.30833°E
施特里普森山（德語：Stripsenkopf），是奧地利的山峰，位於該國西部，由蒂羅爾州負責管轄，屬於皇帝山脈的一部分，距離托滕基希爾山1.03公里，海拔高度1,807米，每年平均降雨量1,847毫米。